# Lexus LC
Lexus LC (XZ100) — автомобіль класу Гран-турізмо в кузові купе, що випускаються японською компанією Lexus з 2017 року.

## Опис

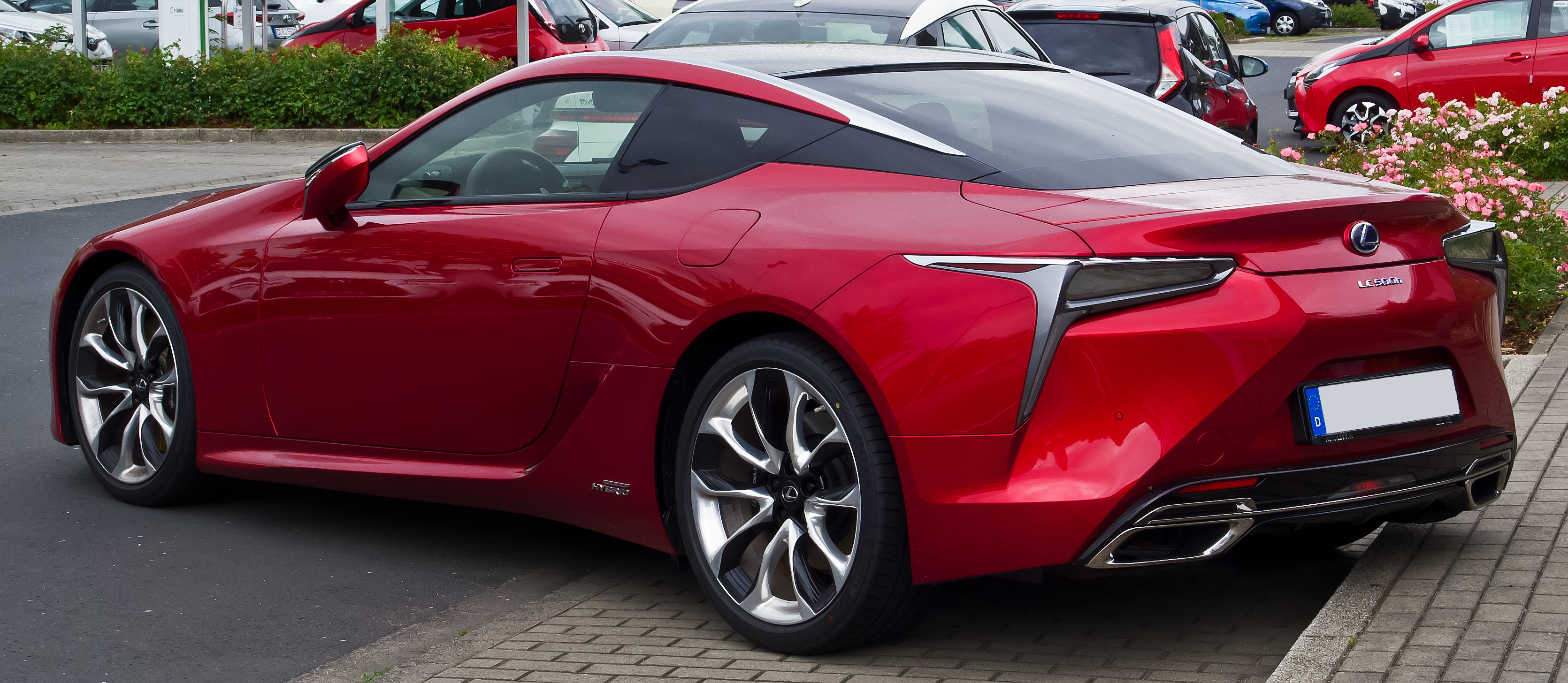
Lexus LC500h

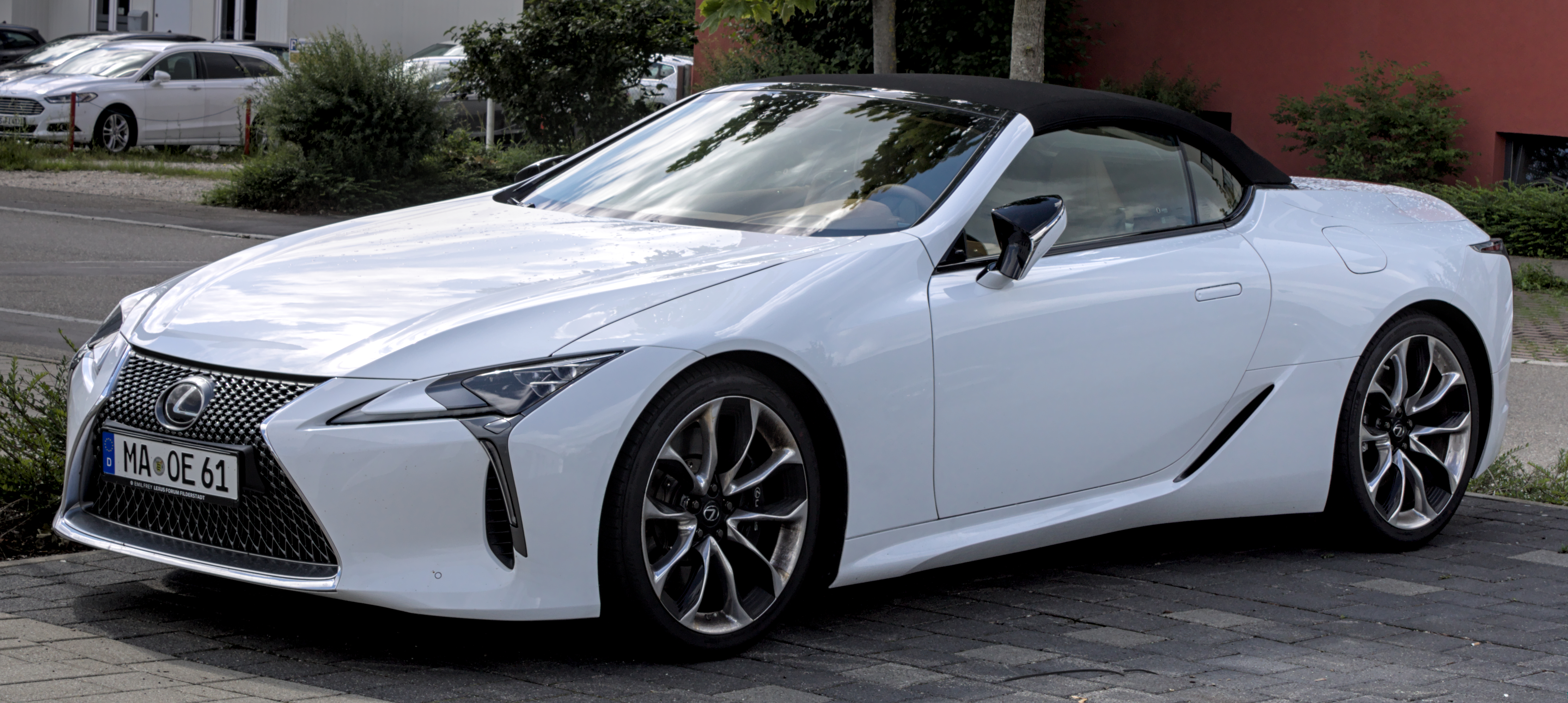

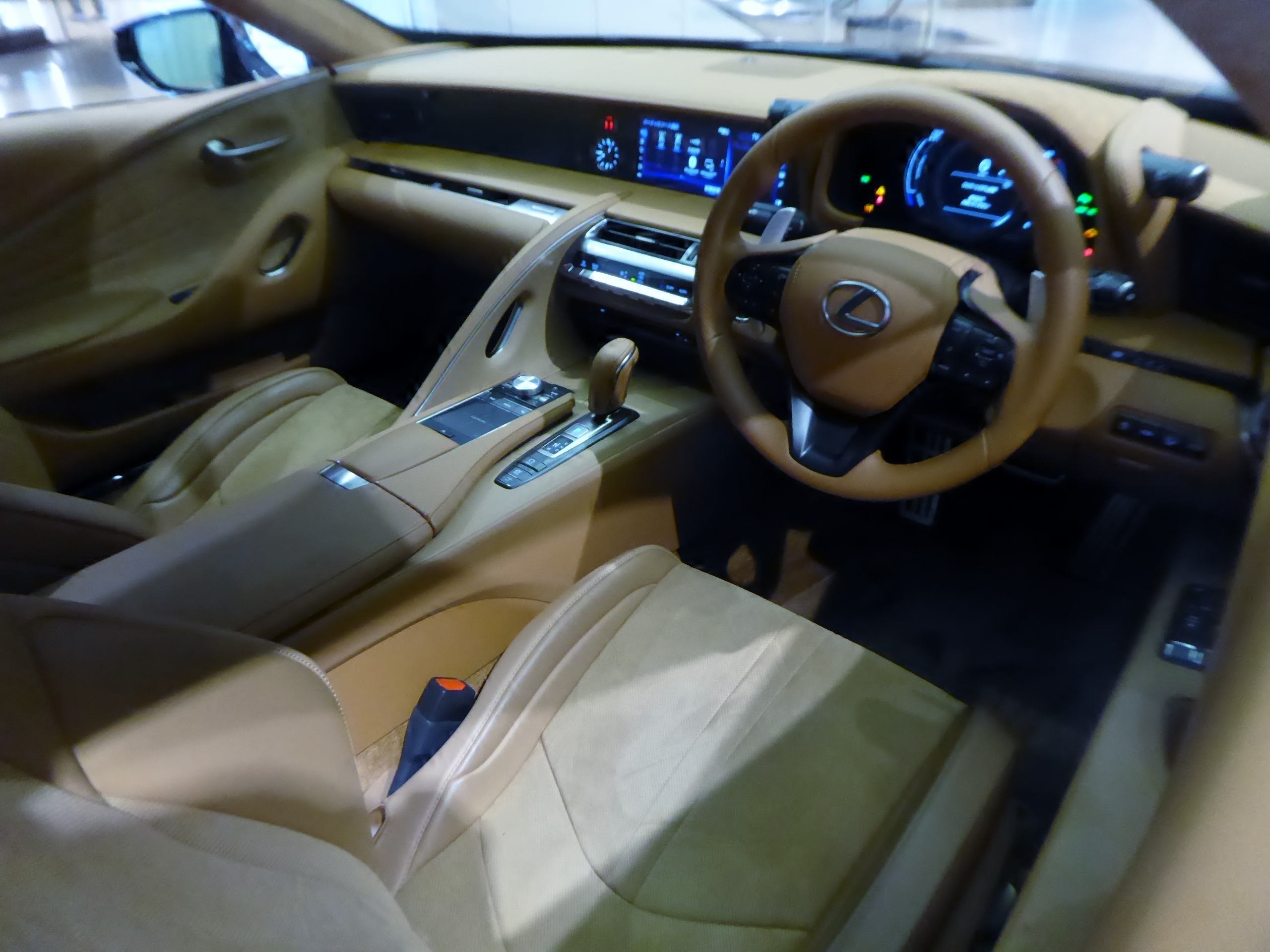
Салон Lexus LC500h

Lexus LC 500 побудований на новій задньопривідній платформі GA-L, що й седан Lexus LS п'ятого покоління. Автомобіль посадковою формулою 2+2 схожий розмірами з одним з головних конкурентів, BMW 8 серії: довжина становить 4760 мм, ширина - 1920, висота - 1345. Колісна база - 2870 мм.
Спереду використовується двоважільна підвіска з роздільними важелями і парою шарнірів зверху і знизу, ззаду - багаторичажна підвіска. Головна перевага нового шасі - в зрушеному на 50 мм в межі бази силовому агрегаті і більш низькому центрі ваги. Статична разцентрування близька до ідеальної: 52% маси доводиться на передню вісь.
Автомобіль комплектується бензиновим двигуном 5,0 л V8 2UR-GSE потужністю 467 к.с. крутним моментом 530 Нм та 10-ст. АКПП виробництва Aisin. Паспортний розгін до 96 км/год складає «менш 4,5 с». Пропонується також гібридна версія LC 500h з двигуном 3,5 л 8gr-FXS V6 сумарною потужністю 359 к.с.
В 2021 році Lexus додав до комплектацій моделі LC кузов кабріолет з м'яким верхом, який складається/розкладається електроприводом. Технічно кабріолет ідентичний купе LC 500, кабріолет з гібридним двигуном недоступний. Крім нового типу кузова, виробник поповнив палітру кольорів кузова Lexus LC двома новими відтінками: зеленим та помаранчевим.  
Lexus LC 2023 в версії купе пропонує багажник об'ємом 152 л, кабріолет - 96 л.   

### Двигуни
- LS 500 5,0 л 2UR-GSE V8 467 к.с. 530 Нм
- LS 500h 3,5 л 8gr-FXS V6 + електродвигун 359 к.с.

## Продажі
| рік  | Європа | США   |
| ---- | ------ | ----- |
| 2017 | 548    | 2,484 |
| 2018 | 810    | 1,979 |
| 2019 | 361    | 1,219 |
| 2020 | xxx    | 1,324 |
| 2021 | xxx    | 2,782 |